# Vincas Krėvė-Mickevičius

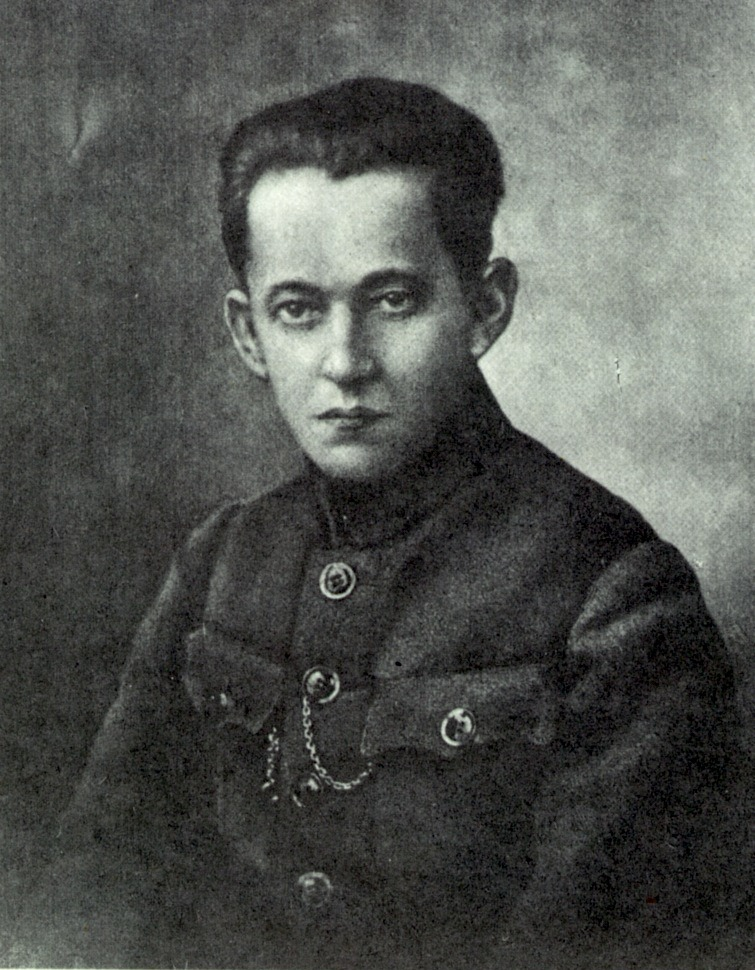
Vincas Krėvė-Mickevičius

Vincas Krėvė-Mickevičius (* 19. Oktober 1882 in Subartonys, Wolost Merkinė, Bezirk Alytus; † 17. Juli 1954 in Broomall (Pennsylvania)) war ein litauischer Schriftsteller, Philologe, sowjetlitauischer Politiker und Premierminister Sowjetlitauens.

## Leben

### Hochschullehrer und Unabhängigkeit Litauens
Der als Vincas Mickevičius geborene Sohn von Kleinbauern in Südlitauen (Dzūkija) begann 1898 ein Studium am Römisch-Katholischen Priesterseminar von Vilnius, das er jedoch bereits 1900 wieder verließ. Später fügte er den Rufnamen seiner Familie Krėvė seinem ursprünglichen Namen hinzu. 1904 begann er dann ein Studium der Philologie an der Universität Kiew. Als diese ein Jahr darauf zeitweise wegen der Ereignisse während der Russischen Revolution geschlossen wurde, setzte er sein Studium an der Universität Lemberg im damals zu Österreich-Ungarn gehörenden Galizien fort. 1908 erfolgte seine Promotion zum Doktor der Philologie. Noch im gleichen Jahr wurde ihm von der Universität Kiew eine Goldmedaille für seine These zur ursprünglichen Herkunft der Indogermanischen Sprachen verliehen.
Nach dem Abschluss seines Studiums wurde er 1909 Lehrer an einer Schule in Baku (Aserbaidschan). 1912 gehörte er zu den Mitbegründern der Volksuniversität Baku, an der er dann einige Jahre als Lektor tätig war. 1913 wurde ihm von der Universität Kiew für seine Dissertation Über die Herkunft der Namen Buddha und Pratyekabuddha der akademische Grad eines Masters in Vergleichender Sprachwissenschaft verliehen.
Ein Jahr nach der Erklärung der Unabhängigkeit Litauens am 2. November 1918 wurde er Konsul der Republik Litauen in Aserbaidschan. Bereits 1920 ging er jedoch nach Litauen zurück und ließ sich in der damaligen provisorischen Hauptstadt Kaunas nieder, wo er als Sekretär der Bücherveröffentlichungskommission des Erziehungsministeriums tätig war.
Nach der Gründung der Vytautas-Magnus-Universität Kaunas 1922 wurde er dort zum Professor für Slawische Sprachen und Literatur berufen und verblieb in diesem Amt bis 1940. Zwischen 1925 und 1937 war er zugleich Dekan der Fakultät für Geisteswissenschaften.

### Zweiter Weltkrieg und Nachkriegszeit
Nach der Okkupation Litauens durch die Rote Armee war er Mitglied der sowjetischen Volksregierung Litauens unter dem Vorsitz von Justas Paleckis, die am 17. Juni 1940 von den sowjetischen Besatzmächten gegründet wurde. Er war dabei nicht nur Stellvertreter von Paleckis, sondern übernahm darüber hinaus auch das Amt des sowjetlitauischen Außenministers. Diese Regierung stand unter der festen Kontrolle des Rates der Volkskommissare in Moskau. Am 24. Juni 1940 wurde er schließlich selbst Vorsitzender dieser sowjetischen Volksregierung. In dieser Funktion begab er sich mit anderen Vertretern der Kommunistischen Partei Litauens am 30. Juni 1940 zu einem Besuch beim Vorsitzenden des Rates der Volkskommissare Wjatscheslaw Molotow um die volle Annexion Litauens durch die UdSSR zu erbitten. Das Gesprächsprotokoll wurde später als Vorwort der am 3. August 1940 vollzogenen Annexion verwendet, wenngleich die Besetzung Litauens und die Einrichtung der Volksregierung zuvor bereits die De-facto-Annektierung bedeuteten.
Nach seiner Rückkehr aus Moskau bot er seinen Rücktritt als Vorsitzender der Volksregierung an, der jedoch zunächst nicht angenommen wurde. Am 25. August 1940 wurde er jedoch durch Mečislovas Gedvilas abgelöst, der als Vorsitzender des Rates der Volkskommissare nunmehr Ministerpräsident der Litauischen SSR wurde.
Nach seinem Rückzug aus der Politik wurde er 1940 Professor an der Universität Vilnius sowie Präsident der Litauischen Akademie der Wissenschaften.
Nach der Besetzung Litauens durch die deutsche Wehrmacht im Juni 1941 und der Schließung der Universitäten 1943 begab er sich zunächst in den Untergrund. Nach der Rückeroberung durch die Rote Armee im Herbst 1944 floh er jedoch aus Litauen und ging zunächst in das Flüchtlingslager Glasenbach bei Salzburg, wo er Lehrer der Oberschule des Lagers wurde.
1947 wurde er an die University of Pennsylvania in Philadelphia berufen, an der er bis zu seiner Emeritierung 1953 Assistenzprofessor für Slawische Sprachen und Literatur war.

### Schriftsteller

#### Literarisches Schaffen und Stilrichtung
Krėvė-Mickevičius begann seine ersten schriftstellerischen Versuche mit Arbeiten in Polnisch und Russisch bereits im Alter von 15 Jahren. Nach 1902 verfasste er seine Werke jedoch überwiegend in Litauisch, wobei die Sitten und Traditionen seiner südlitauischen Heimat eine stetige Inspiration für seine literarische Arbeit war. 1921 erschien der erste Band seiner Gesammelten Werke. Zu dieser Zeit war er als Herausgeber mehrerer akademischer und literarischer Zeitschriften bereits eine bekannte und respektierte Persönlichkeit.
Das literarische Werk von Vincas Krėvė-Mickevičius, der in seinen letzten Lebensjahren in den USA nur noch den Namen Krėvė verwendete ist umfangreich und vielgestaltig und umfasst historische Dramen, folkloristische Sammlungen, Kurzgeschichten, Charakterdarstellungen dörflichen Lebens, Romane und Novellen über zeitgenössische Probleme und auf orientalische Themen basierende Fabeln. Seine Werke, die romantische Regungen beinhalteten und dem ländlichen Leben Aufmerksamkeit schenkten, sind teilweise als realistische Erzählungen, teilweise als Beschreibungen verfasst. Sein Schaffen trug entscheidend zur Herausbildung eines nationalen Bewusstseins bei. Zugleich ist sein schriftstellerisches Schaffen durch ein unglaublich großen Wortschatz mit beachtenswerter Klarheit gekennzeichnet. Einige Gelehrte behaupteten, dass die Litauische Sprache eine Erweiterung ihrer Ausdruckskraft durch seine Werke erlangte, die nur von den Werken des antiken Griechenland übertroffen werde.
Daneben pflegte er zum Teil intensive Beziehungen zu anderen Schriftstellern wie dem russischen Lyriker Konstantin Dmitrijewitsch Balmont. Gerade in seinem Werk Šarūnas, Dainavos kunigaikštis wurden darüber hinaus Vergleiche zu William Shakespeare gesehen.
Zum Zeitpunkt seines Todes war er mit der Erstellung eines Hauptwerkes mit dem Titel Söhne des Himmels und der Erde befasst, das teilweise Drama, teilweise Bericht über biblische Themen in Palästina zur Zeit Christi war.
Zeitweise wurde er als möglicher Kandidat für den Nobelpreis für Literatur betrachtet. In seinem Geburtshaus in Subartonys befindet sich heute ein Museum sowie in seinem Haus in Vilnius, in dem er bis zu Emigration 1943 lebte, eine Gedenkstätte.

## Werke
- Šarūnas, Dainavos kunigaikštis. 1911 (Šarūnas, Herzog von Dainava)
- Dainavos šalies senų žmonių padavimai. 1912 (Die Legenden der alten Leute Mythen aus dem Lande Dainava)
- Žentas. 1922 (Schwiegersohn)
- Šiaudinėj pastogėj. 1922 (Unter dem Stroh gedeckten Dach)
- Skirgaila. 1922 (Skirgaila)
- Dainavos krašto liaudies dainos. 1924 (Volkslieder aus der Region Dainava)
- Likimo keliais. 1926–1929 (Entlang der Pfade des Schicksals)
- Rytų pasakos. 1930 (Fabeln aus dem Orient)
- Sparnuočiai liaudies padavimuose. 1933 (Geflügelte Wesen in den volkstümlichen Mythen)
- Karaliaus Mindaugo mirtis. 1935 (Der Tod von König Mindaugas)
- Patarlės ir priežodžiai. 1934–1937
- Raganius. 1939 (Der Hexenmeister)
- Miglose. 1940 (In den Nebeln)
- Dangaus ir žemės sūnūs. 1949 (Söhne des Himmels und der Erde)
- Bolševikų invazija ir liaudies viriausybė. Posthum 1992 (Erinnerungen an die Verhandlungen mit der Sowjetunion 1940)

## Ehrung
- 1938: Ehrendoktor der Universität Lettlands